# Augustin Chantrel
Augustin Chantrel (* 11. November 1906 in Mers-les-Bains; † 4. September 1956), war ein französischer Fußballspieler auf der Position eines Außenläufers. Er war zuletzt für den Hauptstadtklub Red Star Paris und die französische Fußballnationalmannschaft aktiv.

## Karriere

### Verein
Der rechte Läufer Chantrel hat den allergrößten Teil seiner sportlichen Laufbahn als Amateur beim Red Star AC verbracht, unterbrochen lediglich von zwei kürzeren Stationen bei anderen Klubs. Bei den Pariser Vorstädtern gehörte er, wie auch Marcel Domergue und Paul Wartel, ab Mitte der 1920er Jahre zu der neuen Spielergeneration, aus der der inzwischen mit Olympique Paris zu Red Star Olympique fusionierte Verein seine neue Kampfmannschaft aufbaute. Der „Tintin“ gerufene Publikumsliebling gewann 1928 mit Red Star den Landespokalwettbewerb und wurde im gleichen Jahr auch zum Nationalspieler (siehe weiter unten). Wohl 1929 wechselte er zu CASG Paris; allerdings kehrte er von dort schon um den Jahreswechsel 1930/1931 zu Red Star zurück, mit dem er auch an der ersten Saison der 1932 neugeschaffenen französischen Profiliga teilnahm.
Nach dem Abstieg des Klubs 1933 spielte Chantrel für den Zweitdivisionär Amiens AC aus seiner picardischen Geburtsregion, trug aber schon ein Jahr später erneut den Dress mit dem roten Stern auf der Brust, der in die Division 1 zurückgekehrt war. Der Außenläufer stand dort unter anderem mit Torhüter Alex Thépot, Marcel Langiller, Numa Andoire, Marcel Pinel, Jacques Mairesse und Alfred Aston in einer Elf, bestritt allerdings nur 16 der 30 Punktspiele. In der Saison 1935/36 kam er auf 24 Ligaeinsätze, im Jahr darauf auf 27. Einen Titel konnte Chantrel allerdings nicht mehr gewinnen: ein neunter Tabellenrang 1937 war die beste Platzierung, 1938 stieg Red Star erneut in die zweite Liga ab. Auch im Pokalwettbewerb kam spätestens im Halbfinale (1935 und 1936) das Aus. 1939 beendete Augustin Chantrel – der als Student zudem für den Paris Université Club gespielt haben soll; wann das gewesen ist, geht aus der verwendeten Literatur allerdings nicht hervor – seine Spielerkarriere. Über sein anschließendes Leben bis zu seinem frühen Tod im 50. Lebensjahr ist derzeit ebenfalls nichts herauszufinden. Über die Dauer seiner jeweiligen Vereinszugehörigkeit existieren teilweise unterschiedliche Angaben.

### Nationalmannschaft
Zwischen März 1928 (3:4 gegen die Schweiz) und März 1933 (3:3 in Deutschland) hat Chantrel 15 A-Länderspiele für Frankreich bestritten, wobei er von Anfang 1929 bis Mai 1930 allerdings eine 15 Monate währende Nichtberücksichtigung erfuhr. Einen Treffer erzielte er im blauen Dress nicht. Er hat während seiner internationalen Karriere aber an zwei großen Wettbewerben teilgenommen, nämlich dem olympischen Fußballturnier 1928 in Amsterdam und der ersten Weltmeisterschaft 1930 in Uruguay. 1928 bestritt er Frankreichs einziges Spiel (3:4 gegen Italien). Zwei Jahre später gehörte er zu denjenigen im Aufgebot der Bleus, die in allen drei Vorrundenpartien zum Einsatz kamen. Dabei musste Chantrel beim Auftaktspiel (4:1-Sieg über Mexiko) für den frühzeitig verletzungsbedingt ausgeschiedenen Torwart Thépot zwischen die Pfosten gehen.
Obwohl mit Gabriel Hanot, Maurice Pefferkorn und Lucien Gamblin auch drei renommierte französische Sportjournalisten die lange, umständliche Reise nach Südamerika angetreten hatten, berichteten ausschließlich die beiden Red-Star-Spieler Pinel und Chantrel in mehreren kurzen, mit P.C. unterzeichneten Telegrammen für L’Auto von dieser WM, weil sich der Herausgeber der Sportzeitung, Henri Desgrange, „nur für eine unbedeutende Erhöhung der Verkaufszahlen“ keinen bezahlten Sonderkorrespondenten leisten wollte. Diese exklusive Rolle nutzten die beiden Kumpel „zu einem der frühesten … Mobbinganschläge der Fußballgeschichte“: da sie ihren Mitspieler Célestin Delmer „nicht ausstehen konnten“, unterschlugen sie dessen Einsatz im Spiel gegen Chile und meldeten stattdessen eine andere Aufstellung nach Hause. Der französische Verband hat diese Manipulation erst 1992 bemerkt und korrigiert, als ein Mitarbeiter sich das offizielle Mannschaftsfoto von 1930 etwas gründlicher ansah.

### Erfolge
Verein
- Französischer Pokalsieger: 1928